# 남중국해
남중국해(南中國海, 영어: South China Sea)는 태평양의 일부로 중국과 인도차이나반도, 보르네오섬, 필리핀으로 둘러싸인 바다를 말한다. 넓이는 3,500,000 km2로 오대양을 빼고는 가장 넓은 바다이다. 말레이시아, 베트남, 브루나이, 싱가포르, 중화민국, 중화인민공화국, 캄보디아, 태국, 필리핀이 접한다.
남중국해는 가장 붐비는 해로 중 하나이다. 세계 물동량의 50% 이상이 믈라카 해협, 순다 해협, 롬복 해협을 통해 옮겨지고 있다. 믈라카 해협을 통과하는 원유의 양은 하루 1,000만 배럴에 달한다. 남중국해에는 77억 배럴의 석유가 매장된 것으로 확인되었으며 최종적인 예상 매장량은 280억 배럴이다. 또한 천연 가스 매장량도 7,500 km3에 달할 것으로 예상되고 있다. 현재 베트남, 중화인민공화국, 중화민국, 필리핀, 말레이시아, 브루나이 등 국가 간 영유권 주장이 겹치면서 분쟁이 계속되고 있다.

## 이름
중국에서는 전통적으로 남해(중국어: 南海, 병음: Nánhǎi 난하이[*])라 불렀으나, 점차 남중국해(중국어: 南中國海, 병음: Nán Zhōnggúo Hǎi 난중궈하이[*])의 사용이 늘고 있다. 한국에서는 남지나해라고도 하며 일본에서는 미나미시나카이(일본어: 南シナ海 (이전명: 南支那海))라고 표현하고, 베트남에서는 동해(베트남어: Biển Đông 비엔 동[*])라 부르고 있다. 최근 한국에서는 남중국해라고 부른다.
필리핀에서는 루손섬의 이름을 따서 "루손해"(Luzon Sea)라 부르다가, 2011년 6월 10일에 공식적으로 서필리핀해(West Philippine Sea)로 변경하였다.

## 무역로

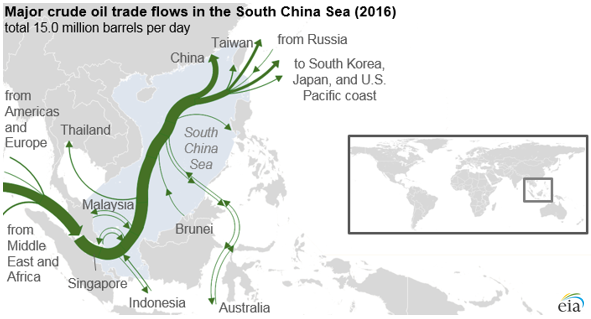
매일 남중국해를 통해 수백만 배럴의 원유가 거래된다.

남중국해는 역사적으로 동북아시아, 중국, 동남아시아에서 인도 및 서쪽으로 향하는 중요한 무역로였다.
무역선의 난파선이 해저에 다수 존재한다는 점은 과거부터 활발한 무역이 이루어졌음을 보여준다.
2016년 기준으로 전 세계 16조 달러 규모의 해상 무역 중 3.4조 달러가 남중국해를 통과했다. 2019년 데이터에 따르면, 남중국해를 통한 무역량은 세계 GDP의 5%에 해당한다.

## 천연자원
2012~2013년 미국 에너지 관리청의 추정에 따르면, 파라셀 제도와 스프래틀리 군도와 같은 분쟁 지역에는 석유와 천연가스 매장량이 매우 적다. 남중국해에 확인되었거나 추정되는 110억 배럴의 석유와 190조 입방피트의 천연가스 대부분은 분쟁이 없는 해안 지역 인근에 존재한다.
2010년, 서태평양 중부 지역(중화인민공화국 연안에 가까운 남중국해 최북단 제외)의 상업적 어업 생산량은 전 세계 어획량 1,170만 톤의 14%를 차지했다. 이는 1970년 400만 톤 미만에서 증가한 수치이다.

## 같이 보기
- 사장성(en:Great wall of sand)
- 타이만
- 통킹만
- 난하이 제도
  - 스프래틀리 제도(난사 군도, 남사 군도)
  - 중사 군도
  - 파라셀 제도(시사 군도, 서사 군도)
  - 둥사 군도(동사 군도, 프라타스 제도)
- 남중국해의 영토 분쟁
  - 구단선
  - 스프래틀리 군도 분쟁
- 제1열도선